# Plectrocarpa rougesii
Plectrocarpa rougesii är en pockenholtsväxtart som beskrevs av Descole, O'donell & Lourteig. Plectrocarpa rougesii ingår i släktet Plectrocarpa och familjen pockenholtsväxter. Inga underarter finns listade i Catalogue of Life.